# Astoria (estúdio de gravação)
O Astoria é uma grande casa-barco construída em 1911 para o empresário Fred Karno e adaptada como estúdio de gravação na década de 1980 por seu novo proprietário, o guitarrista do Pink Floyd David Gilmour. Ele está ancorado no rio Tâmisa em Hampton, no bairro londrino de Richmond upon Thames. Gilmour comprou o barco em 1986, porque "passou metade da [sua] vida em estúdios de gravação sem janelas, sem luz, mas no barco há muitas janelas, com belas paisagens do lado de fora".

## História antiga
O barco foi construído em 1911 para o empresário Fred Karno, que queria ter a melhor casa-barco do rio atracada permanentemente ao lado de seu hotel, o Karsino na Ilha de Tagg . Ele o projetou para que uma orquestra inteira de 90 peças pudesse tocar no convés.
O barco é emoldurado em mogno e tem principalmente janelas Crittall com janelas mais altas e mais largas em uma das extremidades. É encimado por balaustradas e coberturas de trabalho em metal muito ornamentados.

## Era Gilmour
Gilmour comprou o barco depois de vê-lo anunciado à venda na revista Country Life na sala de espera de seu dentista, pouco depois de admirá-lo enquanto passava por seu ancoradouro.
Partes de cada um dos últimos três álbuns de estúdio do Pink Floyd, A Momentary Lapse of Reason (1987), The Division Bell (1994) e The Endless River (2014), foram gravadas no barco, assim como partes do álbum solo de Gilmour On an Island (2006). Seu álbum solo mais recente, Rattle That Lock (2015), foi mixado e parcialmente gravado lá. Também foi usado para mixar o álbum ao vivo do Pink Floyd Pulse (1995), bem como o filme Pulse (1995), o DVD / Blu-ray de Gilmour's Remember That Night (2007) e seu álbum / DVD ao vivo Live in Gdańsk (2008).